# Ercolania subviridis
Ercolania subviridis is een slakkensoort uit de familie van de Limapontiidae. De wetenschappelijke naam van de soort is voor het eerst geldig gepubliceerd in 1959 door Baba.